# Museu d'Orsay
El museu d'Orsay és un museu que es troba a París, França, dedicat a les arts plàstiques.
Va ser inaugurat l'any 1986, després de la remodelació de l'estació de ferrocarril d'Orsay, portada a terme per l'arquitecta Gae Aulenti. Ja el 1973 la direcció de Museus de França va concebre el projecte d'establir un museu en aquesta estació, que amenaçava pèrdues i en la qual es parlava de construir-hi un hotel. La decisió es va veure impulsada pel ressorgiment d'un interès pel segle xix, sent inscrita l'estació en l'inventari suplementari de Monuments Històrics el 8 de març de 1973. No obstant això, la decisió oficial de construir el museu no va arribar fins al consell de ministres del 20 d'octubre de 1977, pel que sembla presentada per iniciativa del mateix president, Valéry Giscard d'Estaing. La inauguració oficial es va produir l'1 de desembre de 1986, pel president de la República, François Mitterrand, obrint al públic el següent dia 9.

## Col·lecció

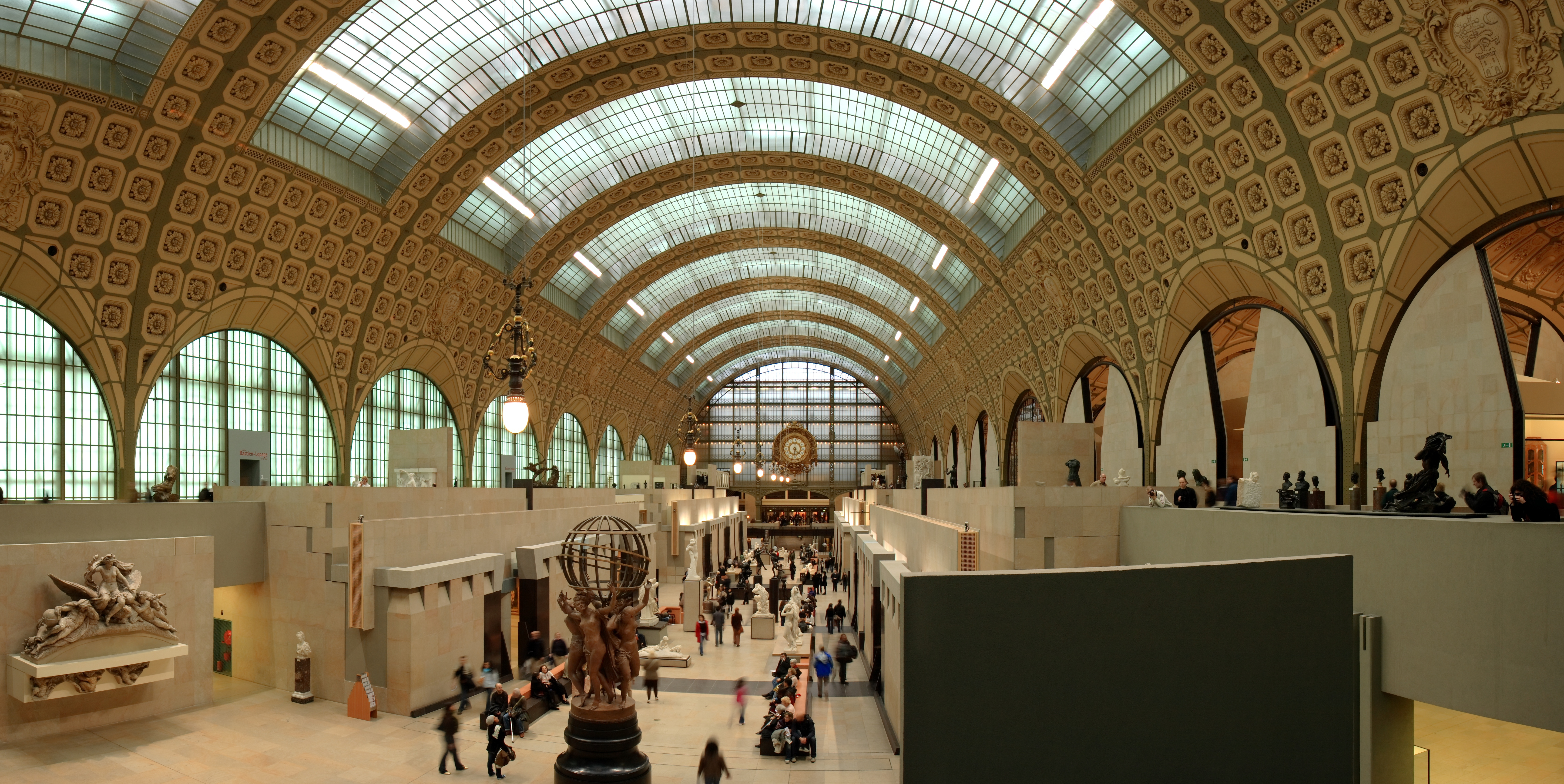
Interior del museu.

El museu alberga pintura impressionista i postimpressionista, escultura, arts decoratives, fotografia, cinema i arquitectura, obres totes elles pertanyents al fons del Museu del Louvre, que amb l'ordenació de col·leccions estatals el 1848 hi arribaren.
A Orsay podem trobar obres de Jean-François Millet ("L'Àngelus"), Ingres, Edouard Manet, Gustave Courbet, Eugène Delacroix, Claude Monet, Pierre-Auguste Renoir, Paul Gauguin, Vincent van Gogh, Antonio de La Gándara o François Pompon, entre molts altres.
Existeixen, a més de sales de pintura i escultura, altres dedicades a l'arquitectura, les arts decoratives (Art Nouveau i el moviment Arts & Crafts), o la fotografia (Nadar, Gustave Le Gray, Regnault, Shaw…)

## Obres més conegudes
Edgar Degas
- L'absenta

Paul Cézanne
- Els jugadors de cartes

Édouard Manet
- El dinar campestre
- Olympia

Auguste Renoir
- Ball al Moulin de la Galette

Vincent van Gogh
- Cel estelat sobre el Roine
- El dormitori de Van Gogh a Arle
- L'església d'Auvers-sur-Oise
- El doctor Paul Gachet

Gustave Courbet
- El taller del pintor
- Enterrament a Ornans
- L'origen del món

Paul Gauguin
- Dones de Tahití a la platja

William-Adolphe Bouguereau
- El naixement de Venus

Gustave Caillebotte
- Els rascadors de parquet

Henri Rousseau
- La Guerra

- Els jugadors de cartes
- El dinar campestre